# TiVi5 Monde
 (juillet 2025).
Si vous disposez d'ouvrages ou d'articles de référence ou si vous connaissez des sites web de qualité traitant du thème abordé ici, merci de compléter l'article en donnant les références utiles à sa vérifiabilité et en les liant à la section « Notes et références ».
Pour les articles homonymes, voir TV5.
Ne doit pas être confondu avec TV5 Monde.
TiVi5 Monde, initialement  TiVi5 est une chaîne de télévision internationale francophone destinée à la jeunesse créée le 30 janvier 2012 et lancée notamment en Afrique à partir du 11 juin 2016. Ses programmes s'adressent aux enfants âgés de 3 à 13 ans. 

## Histoire
Tivi5 Monde fut lancé le 30 janvier 2012 exclusivement sur Dish Network.
Le 11 juin 2016, TiVi5 Monde, la chaîne de TV5 Monde destinée à la jeunesse est lancée en Afrique sur les bouquets Canal+. Elle diffuse depuis lors, des productions africaines et est retransmise dans une quarantaine de pays d’Afrique. Alors que sa chaîne mère TV5 Monde s'adresse les adultes, TiVi5 Monde s’adresse aux plus jeunes.
Tivi5 Monde est également la dénomination d'un [[bloc de programmes]] sur certaines versions de la chaîne internationale TV5 Monde, dont sa déclinaison destinée à l'Europe.

## Identité graphique

Ancien logo

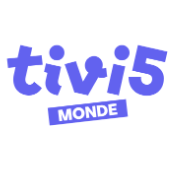
Ancien Logo

## Programmes
La chaîne diffuse des séries d'animation en français, qui ont tous le français comme langue originale.